# Crocodile Dundee II
Crocodile Dundee 2 is een film uit 1988 van regisseur John Cornell. Het is een vervolg op Crocodile Dundee uit 1986. Ditmaal moet Mick Dundee zijn vriendin Sue redden uit de handen van een drugsbende.

## Verhaal
Mick Dundee woont samen met Sue in haar appartement in Manhattan. Mick wil zich nuttig maken en zoekt een baantje, maar er zit niemand te wachten op een 'bushman' uit Australië. Dan wordt de ex-man van Sue, Bob, vermoord in Colombia. Vlak voor zijn dood heeft hij foto's gemaakt van executies door drugsbendes. Het fotorolletje heeft hij per post naar Sue gestuurd. De drugsbende, geleid door de broers Rico en Miguel, is hierachter gekomen en Sue wordt ontvoerd. Sue weet echter van niets en ze vertelt Rico dat Mick mogelijk de brief met het fotorolletje van de postbode heeft aangenomen. Rico stelt aan Mick voor om Sue te ruilen tegen het fotorolletje. Als de ruil mislukt besluit Mick het heft in handen te nemen. Hij dringt het huis van de bende binnen en redt zijn vriendin. Rico en Miguel weten echter te ontsnappen en bedreigen andermaal Sue. Om haar beter te beschermen zoekt Mick een plek waar hij meer overzicht heeft.
Niet lang daarna vliegt hij met Sue naar Australië. Hier heeft Mick een eigen gebied vol moerassen en bergen waar hij een beter uitzicht heeft op allerlei geboefte dat achter zijn vriendin aanzit. Tot haar verbazing verneemt Sue dat het gebied twee keer zo groot is als de staat New York en voorzien van een goudmijn. De drugsbende zit intussen ook niet stil. Ze hebben Micks oude vriend Wally Reilly ontvoerd en dreigen hem dood te schieten als Mick zich niet overgeeft. Mick schiet nu op Wally en verwondt hem met opzet met een schampschot. Rico denkt nu dat Mick zijn oude vriend dood wil en laat Wally leven. Met behulp van Aboriginals en Micks oude vrienden uit Walkabout Creek wordt de bende van Rico man voor man uitgeschakeld. Als Mick aan Sue voorstelt om terug te gaan naar huis, naar Manhattan, verzucht ze: "Ik ben al thuis".

## Achtergrond
Na het gigantische succes van Crocodile Dundee was het onvermijdelijk dat er een vervolg moest komen. De makers van de film kozen voor het vervolg voor een andere aanpak. In Crocodile Dundee ligt de nadruk op de confrontatie van een bushman met het moderne Manhattan. We zien Mick Dundee worstelen met modern sanitair, straatrovers en travestieten. Ook is er de romantische insteek; krijgen Mick en Sue elkaar? Voor het tweede deel is gekozen voor meer actie. Na een korte introductie zit de film gelijk op stoom en ontwikkelt zich tot een actiekomedie. Het thema is omgekeerd. Nu moeten de stadsmensen (Rico en zijn bende) zich handhaven in de bush van Australië. De film werd kritisch ontvangen in de media en de critici sabelden de film neer als een inferieur vervolg. Het publiek reageerde echter anders en kwam massaal opdraven. De film bracht uiteindelijk $ 239.606.210 op.

## Productie
De film werd opgenomen in New York en in Australië in het Noordelijk Territorium.

## Rolverdeling
| Acteur          | Personage     |
| --------------- | ------------- |
| Paul Hogan      | Mick Dundee   |
| Linda Kozlowski | Sue Carlton   |
| John Meillon    | Walter Reilly |
| Hechter Ubarry  | Luis Rico     |
| Juan Fernández  | Miguel        |